# Yerson Chacón
Yerson Ronaldo Chacón Ramírez (San Cristóbal, Táchira, 4 de junio de 2003) es un futbolista venezolano que juega como delantero en el AEK Larnaca de la Primera División de Chipre.
Es hijo del exfutbolista Gerzon Chacón, y primo del también futbolista Jeizon Ramírez.

## Selección nacional
Chacón disputó el Torneo Maurice Revello de 2022 siendo titular en la sub-23 y logrando el subcampeonato. Para el año 2023 fue convocado para disputar el Sudamericano Sub-20 registrando una asistencia en la competición y logrando llegar al hexagonal final.
Chacón hizo su debut con la selección de Venezuela el 28 de enero de 2022 entrando como suplente por José Andrés Martínez en el minuto 85 en la victoria por 4-1 en casa sobre Bolivia por eliminatorias al mundial de 2022.

## Palmarés

### Títulos nacionales
| Título         | Club        | País   | Año  |
| -------------- | ----------- | ------ | ---- |
| Copa de Chipre | AEK Larnaca | Chipre | 2025 |